# Jefim Kriwiec
Jefim Fomicz Kriwiec (ros. Ефим Фомич Кривец, ur. 1897 w guberni wileńskiej, zm. 26 stycznia 1940) – funkcjonariusz radzieckich służb specjalnych, starszy major bezpieczeństwa państwowego.

## Życiorys
Z pochodzenia Białorusin, w latach 1912–1916 pracował jako maszynista, od maja 1916 do października 1917 służył w rosyjskiej armii, we wrześniu 1917 wstąpił do SDPRR(b). Od października 1917 pracownik komitetu w Briańsku, od sierpnia do października 1918 w milicji w Rżewie, od 25 października 1918 śledczy powiatowej Czeki w Briańsku, w 1919 członek kolegium briańskiej powiatowej Czeki. Od maja do grudnia 1919 szef wydziału i członek kolegium briańskiej gubernialnej Czeki, później funkcjonariusz i członek kolegium połtawskiej gubernialnej Czeki, od 30 lipca 1921 do 1922 zastępca szefa wydziału politycznego kijowskiej gubernialnej Czeki, od 1922 do 14 sierpnia 1923 szef Wydziału Tajnego, zastępca szefa Wydziału Tajno-Operacyjnego, zastępca szefa Wydziału Kontrwywiadowczego i pełnomocnik kijowskiego gubernialnego oddziału GPU. Od 18 sierpnia 1923 zastępca szefa, a 1925 szef Wydziału Kontrwywiadowczego GPU Ukraińskiej SRR, od 16 grudnia 1925 do 15 października 1927 pomocnik szefa kijowskiego okręgowego oddziału GPU, od 15 października 1927 do 9 kwietnia 1930 pomocnik szefa odeskiego okręgowego oddziału GPU, od 9 maja 1930 do 20 marca 1931 szef wydziału GPU Ukraińskiej SRR, od 20 marca do 20 września 1931 pomocnik szefa kijowskiego sektora operacyjnego GPU. Od 20 września 1931 do 21 lutego 1933 szef Wydziału Tajno-Politycznego GPU Ukraińskiej SRR, od 21 lutego 1933 do 21 marca 1934 zastępca szefa dniepropetrowskiego obwodowego oddziału GPU, od 11 marca do 10 lipca 1934 zastępca szefa Zarządu Ekonomicznego GPU Ukraińskiej SRR, od 13 lipca 1934 do 5 listopada 1936 zastępca szefa Wydziału Ekonomicznego Zarządu Bezpieczeństwa Państwowego (UGB) NKWD Ukraińskiej SRR, od 13 grudnia 1935 major bezpieczeństwa państwowego. Od 5 listopada do 16 grudnia 1936 szef Wydziału Ekonomicznego UGB NKWD Ukraińskiej SRR, od 16 grudnia 1936 do 23 stycznia 1937 szef Zarządu NKWD obwodu czernihowskiego, 20 grudnia 1936 awansowany na starszego majora bezpieczeństwa państwowego, od 23 stycznia 1937 do 26 lutego 1937 szef Zarządu NKWD obwodu dniepropetrowskiego, od 17 marca 1938 do 28 stycznia 1939 szef Zarządu NKWD Kraju Ordżonikidzewskiego. Deputowany do Rady Najwyższej ZSRR 1 kadencji.
1939 aresztowany, 25 stycznia 1940 skazany na śmierć przez Wojskowe Kolegium Sądu Najwyższego ZSRR i rozstrzelany.

## Odznaczenia
- Order Lenina (19 grudnia 1937)
- Order Czerwonego Sztandaru (22 lipca 1924)
- Odznaka „Honorowy Funkcjonariusz Czeki/GPU (V)” (1927)